# Oscar Pons
Oscar Pons (* 24. November 1968) ist ein andorranischer Tennisspieler.

## Werdegang
Pons wurde im April 2002 für die andorranische Davis-Cup-Mannschaft in der Begegnung gegen die Türkei nominiert. Er bestritt an der Seite von Kenneth Tuilier-Curco ein Doppel, das er verlor. Es blieb sein einziger Einsatz im Davis Cup.